# 194-es busz (Budapest)
A budapesti 194-es jelzésű autóbusz a Határ út metróállomás és a Gloriett lakótelep között közlekedik. A 194B jelzésű járatok betérnek a Besence utca felé. A viszonylatot az ArrivaBus Kft. üzemelteti.

## Története
1983. július 10-én az M5-ös autópálya építési munkálatai miatt megszűnt az 51-es villamos, pótlására 11-étől Kispest, Határ út és Pestlőrinc, Közdűlő utca között 194-es jelzéssel autóbuszjárat indult. Az első években a metrótól a Határ út – Nagykőrösi út – Vörös Október (ma Vas Gereben) utca útvonalon érte el a Hullay Jenő (ma Nádasdy) utcát, innen maival azonos útvonalon érkezett a Méta utca vonaláig, majd a Lőrinci úton (később Ipacsfa utca) egyenesen tovább haladva érkezett a déli végállomására. 1985. november 22-étől az M5-ös autópálya Nagykőrösi úti bevezető szakaszának átadásával új útvonala az autópályán vezetett. Az 1985–1988 közötti időszakban útvonala módosult, Határ úttól a Méta utcáig változatlan, tovább pedig a Méta utca – Besence utca – Közdűlő út – Ipacsfa utca hurokvonalon fordult vissza. 1989 októberében a Határ út és a Vörös Október utca között útvonala a 154-es busszal felcserélődött, a Wekerletelepre betérve, a Pannónia út – Petőfi (ma Kós Károly) tér – Pannónia út – Hullay Jenő (ma Nádasdy) utcán közlekedett. Ugyanekkor a déli végén a hurokvonal kibővült: a Tövishát utca – Goroszló utca – Méta utca útvonalon betért a Sallai Imre (ma Gloriett) lakótelepre.
2003. szeptember 1. és 2007. április 30. között mentesítő járat közlekedett az M5-ös autópályán Gloriett-busz néven a 194-es busz végállomásai között. 2004. január 2-ától a buszjárat betért a pesterzsébeti Tesco áruházhoz is. 2007. április 30-án megszűnt, május 2-ától a Gloriett-lakótelepre is betérő és Határ útig meghosszabbított Tesco-busz váltotta fel a júliusi megszűnéséig.
2013. november 4-étől a 194-es busz a Besence utca érintése nélkül, az Ipacsfa utcán egyenesen éri el a Gloriett lakótelepet, korábbi útvonalán 194B jelzéssel kiegészítő járat indult.
2019 áprilisától – az M3-as metróvonal Kőbánya-Kispest–Nagyvárad tér szakaszának lezárása miatt – 194M jelzéssel gyorsjárat indult a Nagyvárad tér és a Gloriett lakótelep között, a Havanna lakótelep érintésével. A Havanna utcai lakótelep buszjáratainak átszervezését követően, 2022. július 2-ától 142E jelzéssel véglegesítették, ennek következtében a 194-es busz ritkult.
Az autóbuszokra 2016. június 4. óta hétvégén és ünnepnapokon csak az első ajtón lehet felszállni, amit 2022. május 16-án a hétköznapi időszakra is kiterjesztettek.
2023. március 18-ától sűrűbben közlekedik, pótolva a megszűnő 199-es buszt.

## Járművek
2001 előtt csak Ikarus 260-as típussal üzemelt a vonal, amíg meg nem érkeztek a Dél-pesti autóbuszgarázsba az új alacsony padlós Ikarus 412-es járművek, amik átvették a vonalat a régebbi buszoktól 2008-ig. Az új paraméterkönyv bevezetése lehetővé tette a Ikarus 260-asok visszatérését. A 2010-es BKV-sztrájk ideje alatt a vonalon feltűntek az Ikarus 263-asok.[forrás?]
Jelenleg az ArrivaBus által kiadott MAN Lion’s City buszai közlekednek a vonalon.

## Útvonala
| Gloriett lakótelep felé |
| Határ út M vá. – Ferde utca – Ady Endre út – Álmos utca – Pannónia út – Kós Károly tér – Pannónia út – Nádasdy utca – Hofherr Albert utca – Katona József utca – Temesvár utca – Kassa utca – Pozsony utca – Ipacsfa utca – Tövishát utca – Goroszló utca – Kele utca mh.                        |
| Határ út felé |
| Kele utca mh. – Goroszló utca – Cziffra György utca – Méta utca – Pozsony utca – Kassa utca – Temesvár utca – Katona József utca – Hofherr Albert utca – Nádasdy utca – Pannónia út – Kós Károly tér – Pannónia út – Baross utca – Ady Endre út – Mátyás király utca – Üllői út – Határ út M vá. |

## Megállóhelyei
Az átszállási kapcsolatok között a 194B járat nincsen jelölve, amely az Ipacsfa utca és a Tövishát utca között egy kitérőt tesz a Besence utca felé.
| 0  | Határ út M végállomás             | 20 | 66, 66B, 66E, 84E, 89E, 94E, 99, 123, 123A, 142E, 294E 42, 50, 52 626, 628, 629, 660 1080, 1110 |
| 1  | Győri Ottmár tér                  | 17 | 99                                                                                              |
| 2  | Kós Károly tér                    | 16 | 99, 148                                                                                         |
| 3  | Kós Károly tér (Pannónia út)      | ∫  | 99, 148                                                                                         |
| 4  | Zoltán utca                       | 14 | 99                                                                                              |
| 5  | Hunyadi tér                       | 13 | 99, 151                                                                                         |
| 6  | Batthyány utca                    | 12 |                                                                                                 |
| 7  | Kossuth Lajos utca / Nádasdy utca | 11 | 68                                                                                              |
| 8  | Kispest, Vas Gereben utca         | 10 | 68, 268                                                                                         |
| 9  | Madarassy László utca             | 9  | 268                                                                                             |
| 10 | Hofherr Albert utca               | 7  | 268                                                                                             |
| 11 | Ipolyság utca                     | 6  |                                                                                                 |
| 13 | Kassa utca                        | 4  | 93, 93A                                                                                         |
| 14 | Karton utca                       | 3  | 93, 93A                                                                                         |
| 15 | Csíky utca                        | 2  | 93, 93A                                                                                         |
| 16 | Ipacsfa utca                      | 1  | 36, 142E, 198                                                                                   |
| 18 | Tövishát utca                     | ∫  | 142E                                                                                            |
| 19 | Goroszló utca                     | ∫  | 142E                                                                                            |
| 20 | Kele utca (Gloriett lakótelep)    | 0  | 36, 132E, 142E                                                                                  |